# Olenecamptus taiwanus
Olenecamptus taiwanus là một loài bọ cánh cứng trong họ Cerambycidae.